# Secret Obsession
 Secret Obsession (Obsesión Secreta en Hispanoamérica) es una película de suspenso psicológico dirigida por Peter Sullivan y escrita por Sullivan y Kraig Wenman. Es protagonizada por Brenda Song, Mike Vogel y Dennis Haysbert.
Fue estrenada el 18 de julio de 2019 por Netflix.

## Reparto
- Brenda Song como Jennifer Allen.
- Mike Vogel como Russell Williams / Ryan Gaerity, un impostor.
- Dennis Haysbert como Detective Frank Page.
- Ashley Scott como Maestro de Enfermería.
- Paul Sloan como Jim Kahn.
- Daniel Booko como Russell Williams, el verdadero esposo de Jennifer.
- Scott Peat como Ray.
- Blair Hickey como Scott.
- Michael Patrick McGill como Capitán Fitzpatrick.
- Casey Leach como Charlie.
- Jim Hanna como Dr. East
- Ciarra Carter como Enfermera de escritorio.
- Eric Etebari como Xander.
- Kati Salowsky como Cajero.
- Jennifer peo como Madre.

## Producción
El rodaje de la película tuvo lugar en Pomona y Malibú, California, en 2018.

## Estreno
La película fue estrenada el 18 de julio de 2019 por Netflix.

## Recepción
Secret Obsession recibió reseñas generalmente negativas de parte de la crítica y de la audiencia. En el sitio web especializado Rotten Tomatoes, la película posee una aprobación de 28%, basada en 18 reseñas, con una calificación de 2.8/10, mientras que de parte de la audiencia posee una aprobación de 15%, basada en 100 votos, con una calificación de 2.0/5.
En el sitio IMDb los usuarios le asignaron una calificación de 4.4/10, sobre la base de 22 081 votos. En la página web FilmAffinity la cinta tiene una calificación de 3.4/10, basada en 991 votos.